# Fedrik De Beul
Fedrik De Beul, né à Alost en 1976, est un cinéaste belge. 

## Biographie
Diplômé de l'Institut national supérieur des arts du spectacle et des techniques de diffusion en 2003, il commence son parcours dans le monde du cinéma en occupant le poste d'assistant, puis de directeur de production sur plusieurs documentaires dans la maison de production Périscope Productions. Il se lance dans la réalisation de fictions en 2006 avec Kong aan Zee, un film qui raconte la belle époque de la Mer du Nord où se confrontaient différentes réalités sociales et qui remporte le Grand Prix National au Brussels Short Film Festival[réf. nécessaire]. En 2014 il réalise Août 1914, un film d'époque sur le début de la Première Guerre mondiale. À la suite de ce film il devient conférencier sur « La Première Guerre mondiale et le cinéma » à la Cinémathèque Royale de Belgique. En 2019 Août 1914 est repris dans les programmes des Francophonies, événements organisés par les ambassades et délégations belges à travers le monde entre janvier et mai.   
En 2017 il co-réalise May Day avec Olivier Magis, shortlisté[Quoi ?] aux Oscars 2019,,.  

## Filmographie
- 2006 : Kong aan Zee
- 2014 : Août 1914
- 2017 : May Day

## Récompenses
- Grand Prix National et Prix de l'interprétation féminine au Festival du Court-Métrage de Bruxelles pour Kong aan Zee en 2007[6].
- Grand Prix du court-métrage au WIFF - Warsaw International Film Festival pour May Day, Varsovie 2017[réf. nécessaire].
- Prix Spécial du jury à l'Asiana International Short Film Festival pour May Day, Séoul 2017[réf. nécessaire].
- Prix du jury, Prix du public, Prix du meilleur acteur, Mention Spéciale au Prix de la presse au Leuven International Short Film Festival (compétition flamande), pour May Day, Louvain 2017[7],[8].
- Prix du meilleur scénario et Prix des festivals Connexion-Auvergne-Rhône-Alpes au Festival du Film Court de Villeurbanne pour May Day, 2017[réf. nécessaire].
- Prix du meilleur film étranger au NYC Short Film Festival, New-York pour May Day, 2018[réf. nécessaire].
- Prix du jury et Prix du public au Festival International du film Courts d'un soir pour May Day, Montréal 2018[réf. nécessaire].